# Шульга, Александр Григорьевич
Алекса́ндр Григо́рьевич Шульга́ (30 сентября 1975) — российский футболист, вратарь. Выступал за тольяттинскую «Ладу».

## Карьера
В 1992—1993 годах выступал за «Ладу-2» (Тольятти), в 1992 году принимавшую участие в первенстве КФК. В 1996 году дебютировал за «Ладу» (Тольятти) в высшей лиге: 25 октября в матче 33-го тура против «Балтики» после перерыва заменил пропустившего три гола Михаила Володина. На 70-й минуте главный судья встречи Сергей Анохин удалил Шульгу за фол последней надежды. Вместо него в ворота встал защитник Максим Деменко. В том сезоне «Лада» заняла последнее место и вылетела в первую лигу. Свой второй матч за клуб сыграл 15 мая 1997 года в матче 1/128 финала Кубка России против «Нефтяника» из Бугульмы. «Нефтяник» добился волевой победы со счётом 3:2.
Играл также за любительские тольяттинские команды «Импульс-НТЦ» и НТЦ, принимавшие участие в чемпионате и кубке Самарской области (а также в ряде сезонов — в Кубке России среди КФК, команда «Импульс-НТЦ» — обладатель кубка в 1994 году и финалист в 1995, также — победитель зонального этапа в 1994 и 1995 годах).
Тренер в СДЮШОР «Лада» (Тольятти) в 2004—2005 годах. В тренерском штабе «Лады» (Тольятти) — в 2006—2009 годах (по июнь). С июля 2009 года — тренер-преподаватель Академии футбола имени Юрия Коноплёва.
В 2011 году окончил Высшую школу тренеров и получил лицензию категории «C».
В сезоне 2020/21 — администратор команды клуба ПФЛ «Металлург-Видное».
В сезоне 2022/23 — тренер вратарей в команде ЮФЛ-2 (до 18 лет) «Акрон — Академия Коноплёва».
С июля 2023 года — тренер вратарей в команде дивизиона «Б» Второй лиги «Акрон-2».

## Личная жизнь
В 1996 году Александр окончил Тольяттинский филиал Самарского государственного педагогического университета по специальности «физическая культура и спорт».